# سیارک ۹۷۳۲
سیارک ۹۷۳۲ (به انگلیسی: 9732 Juchnovski، نامگذاری:1984SJ7) نه هزار و هفتصد و سی و دومین سیارک کشف شده‌است که در ۲۴ سپتامبر ۱۹۸۴ کشف شد.
قدر مطلق سیارک برابر ۱۴٫۰۰ است.